# Protos (Formel 2)
Protos war ein britischer Rennwagen-Hersteller der Formel 2. Protos stellte 1967 einen Rennwagen für die Klasse der Formel 2 her. Der Auftrag kam vom Ron Harris Team, die Anregung zum Bau von Brian Hart. Bei Protos arbeitete der innovative Designer Frank Costin, der sich schon früh mit den Problemen der Aerodynamik bei Rennfahrzeugen beschäftigte.
Der Entwurf des Protos war kühn und unkonventionell. Costin wählte zwar für das Monocoque die Verbundbauweise aus Sperrholz, das durch Metallträger verstärkt wurde, die Linien waren aber extrem strömungsgünstig. Auffällig und innovativ war die Vollverkleidung des Cockpits durch eine Plexiglaskuppel, die den Fahrzeugen ihr markantes Aussehen verliehen. Der kleine FVA-Motor wurde von einem Hilfsrohrrahmen getragen. Auch die Front hatte aerodynamische Verkleidungen, die sich von der Aufhängung bis zur charakteristischen Windschutzscheibe vor dem Cockpit erstreckten. Das Sperrholzmonocoque wurde von Costin so konstruiert, dass es wie eine Sicherheitszelle beschaffen war, alle technischen Komponenten wurden jeweils nur angeheftet. Von dieser für damalige Zeiten ungewöhnlichen Bauweise profitierte Pedro Rodríguez beim letzten Lauf der Meisterschaft im sizilianischen Enna, als er, in Führung liegend, vom nachfolgenden Beltoise auf Matra touchiert wurde und der Protos an einer Barriere zerschellte, wobei die Fahrerzelle intakt blieb und Rodriguez dieser unverletzt entsteigen konnte.
Der Wagen war aber viel zu schwer und hatte anfangs eine zu große Bodenfreiheit. In der Saison 1967 war er (unter anderem mit Kurt Ahrens am Steuer) jedoch durchaus konkurrenzfähig. Zumeist waren es Motorschäden am sensiblen Cosworth-FVA-Motor, die zum vorzeitigen Ausscheiden der Protos führten. Zu einem Sieg bei einem Lauf zur Formel-2-Europameisterschaft reichte es nicht. Bestes Ergebnis blieb der zweite Platz beim Rennen in Hockenheim.
Fahrer auf Protos in der Formel-2-Saison 1967 und Anfang 1968 waren etliche Weltklassepiloten dieser Zeit:
Éric Offenstadt (F), Brian Hart (GB), Kurt Ahrens (D), Pedro Rodríguez (MEX) und Vic Elford (GB).